# Прешовский собор
Пре́шовский собо́р (словац. Prešovský sobor) — собор духовенства и мирян Словацкой грекокатолической церкви, созванный в Прешове 28 апреля 1950 года по инициативе властей коммунистической Чехословакии с целью ликвидации Словацкой грекокатолической церкви, перехода греко-католиков Словакии в православную церковь и ослабления позиций Римско-католической церкви в стране. На Соборе группа священников и мирян Словацкой грекокатолической церкви, вопреки мнению большинства верующих, приняла решение о ликвидации унии с Ватиканом и о возвращении в православную церковь. В 1968 году в результате либерализации политической системы в Чехословакии в ходе Пражской весны грекокатолическая церковь Словакии была легализована, а после Бархатной революции 1989 года продолжила восстановление своей структуры.

## Предыстория

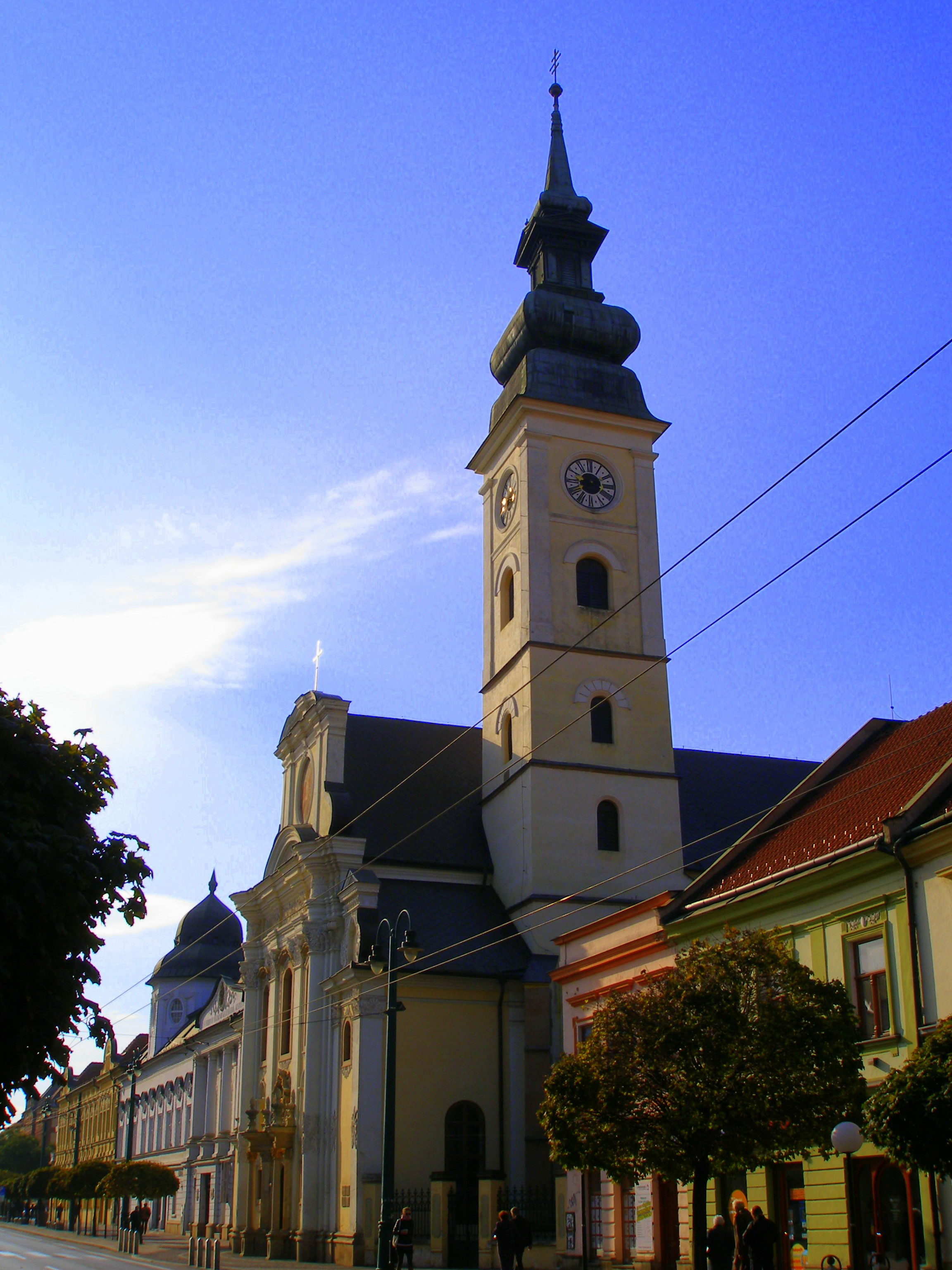
Кафедральный грекокатолический собор Иоанна Крестителя в Прешове

После окончания Второй мировой войны по соглашению между Сербской и Русской православными церквами, православные приходы Чехословакии были выведены из состава Сербской церкви. В 1946 году в Прагу прибыл митрополит Русской православной церкви Елевферий (Воронцов), который стал экзархом РПЦ с титулом «архиепископ Пражский и Чешский». Таким образом православная церковь в Чехословакии была передана из юрисдикции Сербской православной церкви в Московский патриархат. В 1948 году к власти в Чехословакии пришла коммунистическая партия. Чехословацкие коммунисты взяли курс на ослабление позиций Католической церкви в стране. Летом 1948 года ЦК КПЧ был принят документ в котором ставилась цель «ликвидировать самостоятельную грекокатолическую церковь и присоединить её к православной». С целью давления на грекокатолическую церковь коммунистические власти обвиняли униатов в контактах с украинскими националистами из УПА. В рамках проведения данной политики было решено начать работу по ликвидации церковных структур греко-католиков в Словакии и инициировать их переход в православную церковь. 
В 1949 году в Восточной Словакии в местах компактного проживания греко-католиков, светскими властями стали активно создаваться «воссоединительные комитеты». В феврале 1950 года в Восточную Словакию прибыла делегация РПЦ. Одной из целей делегации во главе с митрополитом Николаем (Ярушевичем) и архиепископом Макарием (Оксиюком) было совещание с иерархами чехословацкого экзархата и работниками посольства СССР по вопросу ликвидации грекокатолической церкви. После этого визита «воссоединительное движение» в Восточной Словакии усилилось. При этом иерархи РПЦ митрополиты Елевферий (Воронцов), Николай (Ярушевич) и архиепископ Макарий (Оксиюк), одобряя воссоединение униатов с православием, настаивали на необходимости проведения подготовительных мер среди греко-католиков: проведение разъяснительной работы в униатской среде (в которую входили словаки, венгры, русины), создание инициативной группы. Однако государственный комитет по церковным делам Чехословакии настаивал на скорейшей ликвидации грекокатолических церковных структур, форсируя подготовительные меры.

## Ликвидация грекокатолической церкви
В апреле 1950 года в Прешове был запланирован съезд воссоединительных комитетов. Первоначально планировалось, что данный съезд примет решение о создании Центрального воссоединительного комитета, который должен впоследствии издать воззвание к греко-католикам Словакии. Однако 27—28 апреля 1950 года на совещании членов государственного церковного комитета и местных чиновников было принято решение о проведении «собора» Словацкой грекокатолической церкви, который должен принять решение о ликвидации униатской церкви. 28 апреля из Праги в Прешов прибыл православный экзарх Московского патриархата митрополит Елевферий. 28 апреля 1950 года в гостинице «Чёрный орёл» в Прешове состоялся собор, который принял решение о ликвидации Ужгородской унии 1646 года и о «воссоединении с Православной церковью». 
Источники называют довольно противоречивые цифры о количественном составе участников и представительстве греко-католиков на соборе. Исследователь Рональд Роберсон и Российская электронная католическая энциклопедия упоминают о пяти присутствовавших грекокатолических священниках и о нескольких мирянах. Чешский исследователь Вацлав Вашко упоминает о 720 делегатах из которых лишь 40 были священниками (12 из которых поддержали воссоединение с православной церковью). Вашко пишет об угрозах участникам собора, а также о том, что часть делегатов собора из мирян вообще не являлась прихожанами грекокатолической церкви. Другие источники приводят данные о более 800-х делегатах, из которых 72 (по другим данным 100) являлись священнослужителями. Точное число делегатов и священников установить не представляется возможным из-за различных оценок и ввиду того, что в начале заседания часть священников покинула собор. 
Исследователь Вацлав Вашко отмечает, что собор принял итоговый манифест о разрыве общения с Ватиканом, отмене положений Ужгородской унии и о переходе духовенства, мирян и имущества Словацкой грекокатолической церкви в юрисдикцию Московского патриархата. В этот же день кафедральный собор грекокатолической церкви был передан православной церкви. Елевферий (Воронцов) отправил телеграмму патриарху Московскому и всея Руси Алексию I о результатах собора в Прешове. В ответной телеграмме патриарх приветствовал воссоединение униатов с православной церковью. 26 мая 1950 года чехословацкий комитет по церковным делам признал законными решения собора в Прешове, а также переход униатов и их имущества в православную церковь.

## Последствия
Католики не признали итогов собрания в Прешове и назвали его «лжесобором». В работе собора, инициированного властями, не принимали участие два епископа СГКЦ (которых удерживала Служба Государственной безопасности), не было выступлений, среди делегатов отсутствовало свободное обсуждение поставленных вопросов, что нарушало каноническое право Католической церкви. После ликвидации Словацкой грекокатолической церкви, были образованы две новые православные епархии: Прешовская во главе с епископом Алексием (Дехтерёвым) и Михаловская во главе с епископом Александром (Михаличем). Ускоренное и насильственное воссоединение греко-католиков с православной церковью встретило сопротивление в униатской среде. Так, например, в сентябре 1950 года из 262 (по другим данным из 259) словацких униатских священников в православие перешло всего около 100. Противники насильственного воссоединения подвергались преследованию светских властей: арестам и переселениям. Высшие иерархи грекокатолической церкви, отказавшиеся признать решения собора в Прешове (епископы Павел Петер Гойдич и Василь Гопко) были арестованы. Экзарх Чешской православной церкви Елевферий (Воронцов), несмотря на принятие итогов собора в Прешове, считал воссоединение греко-католиков поспешным. В июле 1950 года в письме митрополиту Николаю (Ярошевичу) иерарх писал: «Дело воссоединения униатов не считаю в данный момент прочным. Слишком быстрыми темпами оно было проведено, и притом гражданской властью, и с помощью полиции; применялись репрессии, угрозы и т. п.». 
Советские дипломаты также были озабочены репрессивными мерами чехословацкого правительства и общим провалом воссоединения, а также фактами перехода униатов в римо-католицизм. Митрополит Елевферий предпринимал попытки укрепить воссоединение миссионерской деятельностью среди обращённых: организовывались встречи с мирянами, приезды в Словакию перешедших в православие бывших униатов из Закарпатской Украины. В 1968 году в ходе Пражской весны, грекокатолическая церковь Словакии была вновь легализована. Бывшим униатам было позволено свободно определить свою церковную принадлежность. Из 292 приходов — 205 (по другим данным 209 из 252 приходов) проголосовали за возврат в юрисдикцию Католической церкви. Решение о восстановлении церковной структуры греко-католиков осталось в силе даже после ввода советских войск в Чехословакию. В процессе восстановления униатской церкви, греко-католикам была передана лишь небольшая часть недвижимого имущества. В 1989 году в Словакии был принят закон «Об урегулировании имущественных взаимоотношений между Греко-Католической и Православной Церквами», в соответствии с которым греко-католикам возвращались все объекты недвижимого имущества, принадлежавшие Словацкой грекокатолической церкви до 28 апреля 1950 года.